# 서울 천축사 비로자나삼신불도 및 복장유물
천축사 비로자나삼신불도 및 복장유물(天竺寺 毘盧舍那三神佛圖 및 腹藏遺物)은 서울특별시 도봉구, 천축사에 있는 조선시대의 불화와 복장유물이다. 2009년 11월 5일 서울특별시의 유형문화재 제292호 천축사 비로자나삼신불도로 지정되었다가, 2015년 1월 15일 현재의 명칭으로 변경(추가) 지정되었다.

## 비로자나삼신불도
이 불화는 가로가 긴 화면이 상하로 구분되어 있는데, 상단에는 삼신불이 나란히 앉아있고, 하단에는 보살들이 일렬로 늘어서 있다. 삼신불은 중앙에 지권인(智拳印)을 취한 법신 비로자나불, 왼쪽(向右)에는 양손을 어깨높이로 들어 설법인(說法印)을 취한 보신 노사나불, 오른쪽에는 오른손을 가슴 앞으로 올린 설법인을 취한 석가모니불이 자리하고 있다. 삼불은 모두 원형의 두광(頭光)과 신광(身光)을 지고 목리문(木理文 : 나무결 무늬)이 표현된 불단 위의 연화좌에 앉아 있다.
삼불 이외의 공간에는 최상단에 4보살과 좌우에 시방제불, 그 아랫단에는 2보살과 범천 및 제석천이 삼불 사이에 배치되어 있다. 그 아랫단은 삼불과 하단의 보살중 사이에 해당하는데 중앙 비로자나불의 무릎 좌우에는 가섭과 아난존자, 양 끝에는 보살이 시립하고 있다. 하단의 8보살은 모두 원형의 두광과 모서리가 둥글려진 직사각형의 신광을 지고 있다. 지장보살을 제외한 모든 보살은 동일한 모습의 화려한 보관을 쓰고 있으며 각기 지물(持物)을 들고 있다.
이 불화는 이처럼 삼신불도임에도 불구하고 이전에 볼 수 없었던 독특한 도상을 보여주고 있으며, 19세기 중엽부터 서울․경기 지역에서 활발하게 불화제작을 한 경선당 응석(慶船堂 應碩)이 편수(片手)를 맡아 환감(幻鑑)․혜조(慧照)․경림(璟林)․탄인(呑仁)․창오(昌悟) 등이 제작한 작품이다. 경선당 응석은 천축사 삼신불도처럼 전통적인 화법으로 작품을 그리되 간혹 도상을 나름대로 변화시켜 새로운 도상을 창출하곤 하였다. 갸름한 얼굴과 지극히 작은 이목구비의 얼굴, 꽃무늬가 새겨진 대의, 적․녹․청색의 색조, 목리문의 표현 등 응석 불화의 양식적 특징들이 잘 드러나 있다.
또한 화폭의 오른쪽 하단에 ‘臣尙宮己酉生朴氏 尙宮己酉生金氏等○○奉爲 王妃殿下辛亥生閔氏玉體恒安聖壽萬歲‘ 라 시주질이 기록되어 있어 상궁 박씨와 김씨 등이 명성황후 민씨(1851∼1895)를 위해 시주한 불화임을 알려주고 있다. 화기는 다음과 같다.
<화기>

光緖十七年辛卯十二

月十八日點眼奉安于

道峰山天竺寺

緣○秩

證明荷隱例珂

石潭 笁岑

○海 性淳

持殿南溟道彦

誦呪 東谷戒? 奉

湖進? 法衍

片手慶船應碩

金魚明應幻鑑

比丘慧照

璟林

呑仁

○寬

昌悟

飯頭 ○修

供司法眞

色掌達仁

奉洪

○○○三

○○法笁

都監鶴林宜還

化主昌岩應天

願以此功德

普及於一切

我等與衆生

皆共成佛道

施主秩

臣尙宮己酉生朴氏 尙宮己酉生金氏等○○奉爲

王妃殿下辛亥生閔氏玉體恒安聖壽萬歲

상태는 전체적으로 원형이 잘 유지되고 있으나, 화면의 상단이 그을음 등으로 채색이 어두워져 있고, 화폭의 상단 오른쪽이 일부 찢어져 있는 상태이다.
이 불화는 19세기 서울 경기 지방의 대표적 화승인 경선당 응석이 주관하고 대선사 하은 예가(荷隱例珂 : 1828~1898)가 증명한 불화로 독특한 도상을 보여주고 있어 주목되는 작품이고, 또한 명성황후를 위해 상궁들이 시주하여 제작하였다는 시대적 상황과 역사적 의미도 지니고 있다.
즉 황후를 위해 당대의 최고 화승이 그린 불화를 최고의 학승이 증명한 불화로 예술적ㆍ역사적 의의를 지닌 작품이므로 서울시 유형문화재로 지정한다.

## 복장유물
천축사 비로자나삼신불도(서울시 유형문화재 제292호)의 보존처리 과정에서 발견된 복장유물은 현 천축사 삼신불도와 같은 시기에 조성된 유물로, 삼신불도와 함께 귀중한 자료로 평가되므로 서울시 유형문화재 제292호에 추가 지정되었다.
천축사 비로자나 삼신불도에서 발견된 복장 발원문의 내용과 현 천축사 삼신불도의 화기가 일치함으로 후령통은 해체하지 않고 현상 유지하도록 한다.
대상 문화재에서 발견된 복장유물은 삼신불도와 함께 귀중한 자료임으로 추가 지정하여
보관에 만전을 기하도록 한다.
| 번호 | 명칭                                                                | 재질 | 수량 | 규격                                     | 사진 |
| ---- | ------------------------------------------------------------------- | ---- | ---- | ---------------------------------------- | ---- |
| 1    | 원문 (願文)                                                         | 종이 | 1점  | 37cm×43cm                                |      |
| 2    | 일체여래비밀 전신사리보협 다라니 (一切如來秘密 全身舍利寶篋 陀羅尼) | 종이 | 1점  | 29.5cm×39.7cm                            |      |
| 3    | 후령통 (候鈴筒)                                                     | 금속 | 1점  | 10.7cm×6.5cm×1.5cm 뚜껑, 6.8cm×6.8cm×2cm |      |
| 4    | 황초폭자 (黃綃幅子                                                  | 비단 | 1점  | 36.5cm×37cm                              |      |
| 5    | 후령통 봉함지 (候鈴筒 封緘紙)                                       | 종이 | 3점  | 14cm×7.3cm×2cm                           |      |
| 5    | 후령통 봉함지 (候鈴筒 封緘紙)                                       | 종이 | 3점  | 5cm×31.3cm                               |      |
| 5    | 후령통 봉함지 (候鈴筒 封緘紙)                                       | 종이 | 3점  | 19.9cm×19.4cm                            |      |
| 기타 | 지편 (紙片)                                                         | 종이 | 1점  | 7.3cm×13.7cm                             |      |
| 기타 | 지편 (紙片)                                                         | 종이 | 1점  | 9cm×6cm                                  |      |
| 기타 | 지편 (紙片)                                                         | 종이 | 1점  | 6.4cm×2cm                                |      |

## 참고 자료
- 천축사 비로자나삼신불도 - 국가유산청 국가유산포털